# 陳嘉猷 (景泰進士)
陳嘉猷（1421年—1467年），字世用，號師硯，浙江紹興府餘姚縣人，明朝政治人物。景泰辛未进士，先后出使朝鲜和满剌加。官至右通政。

## 生平
景泰元年（1450年）浙江鄉試第一百四十七名舉人。景泰二年（1451年）辛未科二甲第五十二名進士。官刑科給事中，其为人刚正，善奏谏。天順三年（1459年）出使朝鮮，追责朝鲜國王李瑈与女真首领董山私相勾结之事。回朝不久，满剌加国（现马来西亚马六甲州）王子芒速沙遣使来贡。英宗命陈嘉猷偕行人彭盛前往册封。陈嘉猷等起航仅两天，船只在乌猪洋上遭遇飓风。陈嘉猷手扶浮木漂流六日，放在海南岛附近遇救。还朝请罪，皇帝命其再次出使，前后历时一年多，终于完成使命，回朝后升通政使司左参议。成化初，晋通政使司右通政。父丧回乡守制。不料未及三年，夺情起用，陈嘉猷多次力辞未果。成化三年（1467年）冬十月卒，年四十七。

## 著作
陈嘉猷两使远域，纪行之作颇丰。另有《银台稿》、《皇华集》、《师砚集》诸稿。

## 家族
曾祖父陳達道。祖父陳性善，曾任吏部郎中。父亲陳贄，曾任廣東布政使左參議。